# Karya Sakti (Muara Kelingi)
Karya Sakti is een bestuurslaag in het regentschap Musi Rawas van de provincie Zuid-Sumatra, Indonesië. Karya Sakti telt 2186 inwoners (volkstelling 2010).